# Helsinghausen
Helsinghausen è una frazione (Ortsteil) del comune di Suthfeld, nel land della Bassa Sassonia, in Germania.

## Storia
Già comune autonomo nel circondario della contea di Schaumburg, fu soppresso e incorporato a Suthfeld il 1º aprile 1974.